# 갓워즈
《갓워즈》(God Wars)는 모야소프트에서 제작한 RPG 소셜 네트워크 게임이다.